# Yeísmo

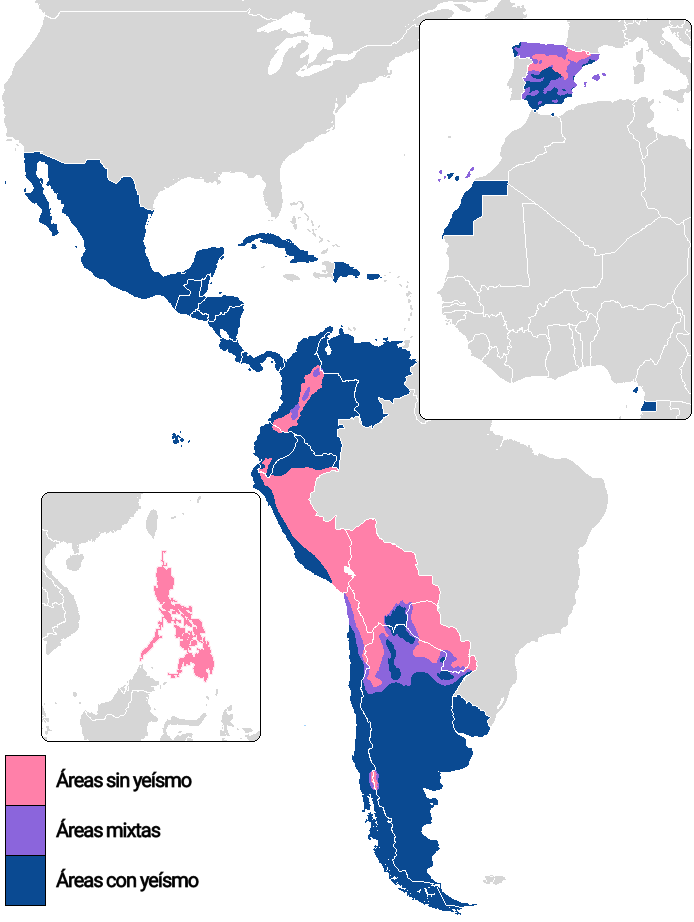
Distribuzione dello yeismo nell'America ispanofona

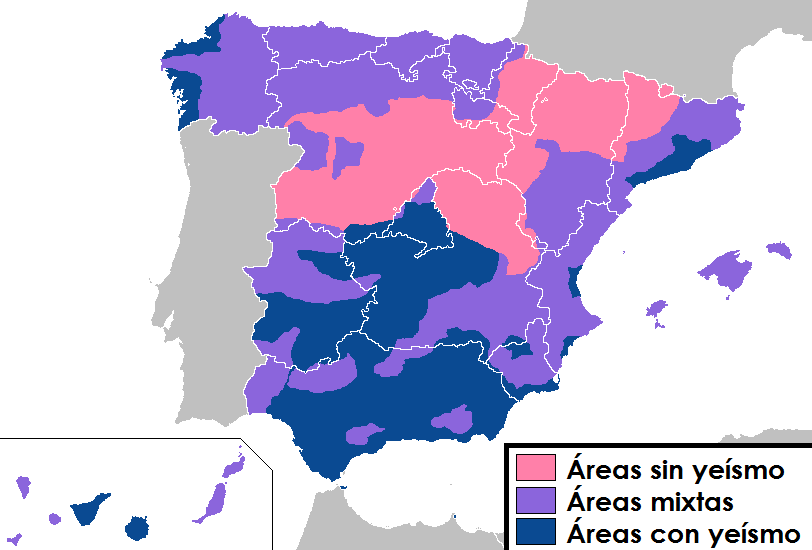
Distribuzione dello yeismo in Spagna

Lo yeísmo è un cambio fonetico che consiste nel pronunciare allo stesso modo "y" (/ʝ̞/ o [ʝ̞]~[ɟ͡ʝ]~[ʤ]~[ʒ]~[ʃ]) e il digramma "ll" (/ʎ/). Precisamente si tratta di un processo fonologico di confusione tra due fonemi originalmente distinti. Il fenomeno è ampiamente presente in spagnolo, ma con variazioni si riscontra anche in altre lingue come italiano, catalano, francese e portoghese.

## Lo yeísmo nello spagnolo
Nella lingua spagnola lo yeísmo è una maniera di pronunciare il gruppo LL come se fosse una Y (ye o i griega). Per esempio, dire cabayo invece di caballo.
Lo yeísmo è un fenomeno distintivo di molti dialetti dello spagnolo. Consiste nella fusione dei due fonemi approssimanti palatali (la semivocale /j/, rappresentata dalla y, e la laterale /ʎ/, rappresentata da ll). Questo fonema unificato si pronuncia in differenti maniere, normalmente come una fricativa.
In alcuni dialetti si pronuncia il fonema palatale come [j] (approssimante palatale, la pronuncia tradizionale della y). Nella maggior parte dei casi, senza dubbio, questo fonema appare come una fricativa sonora, [ʝ] (palatale) o [ʒ] (postalveolare). In altri casi, la realizzazione fonetica è una fricativa postalveolare sorda (comunemente [ʃ], come il suono del digramma sc in "scena") o un'affricata postalveolare sonora (comunemente [dʒ], come il suono della g di "gelo").
Lo yeísmo non si applica ai dittonghi fonetici con /i/ = [j], così come appaiono nelle parole hielo o hiato.

## Origine
L'esistenza di questo fenomeno in numerose regioni dell'America di lingua spagnola suggerisce che la sua origine provenga direttamente dalla Spagna stessa. Esistono numerose ipotesi riguardo alla nascita dello stesso. Nell'articolo di Rosario González Galicia, Mi querida elle ("Mia cara doppia elle"), si espongono alcune cause che possono averlo originato.
Una potrebbe essere la comodità nella pronuncia, tanto presente nel castigliano e in molti altri idiomi, dove chi parla cerca in maniera naturale di evidenziare unicamente gli elementi necessari per la comprensione delle parole pronunciate.
In aggiunta a tale attività tanto naturale all'interno dell'evoluzione delle lingue, si incontra il fatto che sono molto poche le parole in castigliano che si distinguono tra di loro, secondo il criterio delle coppie minime, per la presenza della y o della ll. Alcuni esempi comuni di questa distinzione sono arrollo ("spinta") e arroyo ("torrente"), valla (annuncio pubblicitario) e vaya (congiuntivo del verbo ir, "andare"), calló ("fece silenzio") e cayó ("cadde"), halla (congiuntivo del verbo hallar, "trovare") e haya (congiuntivo del verbo ausiliare haber).
Un altro aspetto di carattere più sociologico, si trova nella mobilizzazione delle masse rurali verso le città spagnole. Ciò che in principio era un tratto distintivo - da una "cattiva pronuncia" (propria della gente dei campi) e una "corretta" pronuncia (tipica dei cittadini) - con le ondate di emigrazioni rurali verso le città.
Lo yeísmo, secondo González Galicia, presenta testimonianze scritte molto antiche, contemporanee alla conquista delle Americhe, quando i testi scritti presentavano confusione nella grafia (e quindi nella pronuncia) tra la ll e la y, favorendo quest'ultima. Si vede infatti come si plasmino parole come cabayo, yorar, yamar, ayà e, per altro verso, sullos (invece di suyos) o vallan (invece di vayan).
Lo yeísmo nella lingua d'America risulta un fenomeno abbastanza complesso, tanto che ne esistono tipologie differenti. È comune in Argentina (soprattutto nelle province di Buenos Aires e Santa Fe) e nella maggior parte dell'Uruguay.

## Lleísmo
Il mutamento fonetico opposto allo yeísmo è lo lleísmo, rappresentato con /ʝ̞/ e pronunciato come /ʎ/. Si trova in poche zone laddove esiste la differenza tra y e ll.

## Loyeísmoin altre lingue

### Italiano

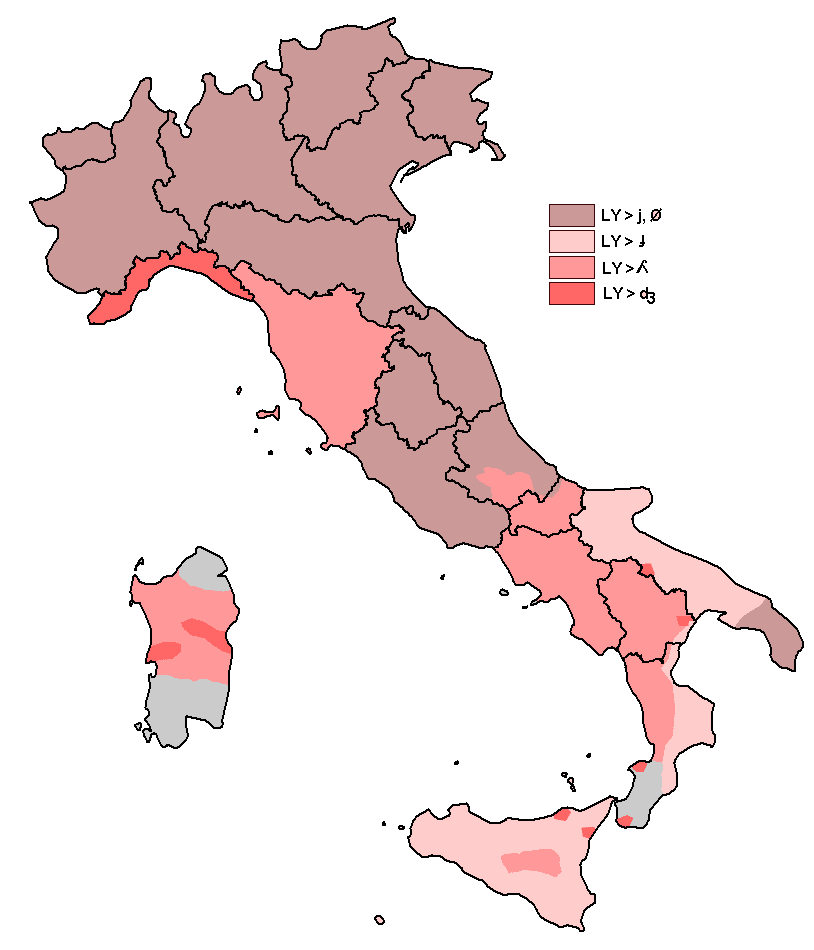
Evoluzione del fonema //*ʎ// nel panorama linguistico italiano.

Nella lingua italiana e nei dialetti italiani centromeridionali è presente il fonema palatale laterale /ʎ/ proveniente dalle parole con -LEA- o -LIA- in latino. Ma in molte zone dialettali il fonema si è sviluppato indipendentemente dando luogo a una pronuncia yeísta.
Nel dialetto toscano, nel napoletano occidentale, in Sardegna e altre piccole aree nel centro della Sicilia la lingua colloquiale ha preservato /ʎ/, mentre nel resto della regione linguistica questo fonema è cambiato in [j], [ʤ] o è stato eliminato completamente.

### Portoghese
In alcune zone rurali del Brasile del nord e del sud, così come nel linguaggio popolare delle periferie delle grandi città, si può trovare una confusione tra <lh> (/ʎ/) e <i> /j/ in posizione intervocalica, che a volte si riflette in errori di ortografia, per esempio velho ('vecchio'), palha ('palla') e olho ('occhio') scritti erroneamente veio, paia e oio.

### Catalano
In catalano, vari gruppi di consonanti latine tra cui il fonema laterale -L- hanno dato luogo a un suono palatale laterale /ʎ/. Tra questi gruppi si trovano LL, LE-vocale, LI-vocale, P'L, T'L, C'L, dove ' indica una caduta della vocale corta atona. Alcuni esempi sono AMPULLA, ALLIU, MANUP'LU, VET'LU, CUNIC'LU, ossia ampolla 'bottiglia, ampolla', all 'aglio', matoll 'cespuglio', vell 'vecchio', conill 'coniglio'. Si noti che a differenza dello spagnolo questi non palatalizzano nessuna parola all'inizio: CLAVIS, PLANU, FLAMMA in spagnolo diventano llave, llano, llama ma mantengono le consonanti latine senza palatalizzare.
Tuttavia, ci sono zone dialettali del catalano nella provincia di Girona, a nord est di Barcellona e nelle Isole Baleari, dove al posto di [ʎ], in alcuni casi si incontra [j]. Per esempio, in alcune regioni si usa [ˈuj], [ˈpəja], [təˈja(ɾ)] invece della pronuncia usuale catalana di Barcellona [ˈuʎ], [ˈpəʎa], [təˈja]. Nonostante i casi di [j] preceduti da -LL- siano chiari esempi di yeísmo, esistono dubbi sui casi dove il suono procede da -C'L-, -LE-vocale, -LI-vocale, dato che si trovano molti casi con vecchia ortografia con -yl- al posto di -ll-. Per questo alcuni autori sostengono  per il catalano primordiale un'opposizione tra /ʎ/ e un altro diverso fonema palatale, che sarebbe l'origine della grafia -yl-.

### Francese
Il francese antico e  medio presentavano un fonema /ʎ/ diverso da /j/, che era scritto ill tra due vocali e il alla fine della parola. Per esempio, bataille [baˈtaʎə] 'battaglia', œil [œʎ] 'occhio'. Il fonema /ʎ/ poi si perse unendosi a /j/, con conseguente pronuncia moderna [baˈtaj(ə)] e [œj], anche se rimangono distinti per iscritto.

### Quechua
Nel quechua, nel nord dell'Ecuador, il fonema palatale /ʎ/ si è evoluto nella stessa direzione, come per lo spagnolo.

### Ungherese
Nell'ungherese il fonema palatale storico /ʎ/ <ly> è evoluto in /j/.